# Aterratge lunar

Aterratges lunars

Un aterratge lunar o allunatge és l'arribada d'una nau espacial a la superfície de la Lluna. El terme inclou tant missions tripulades com no tripulades (robòtiques). El primer objecte creat per l'home que arribà a la superfície lunar fou el Luna 2, en la missió del 13 de setembre del 1959 de la Unió Soviètica que porta el mateix nom. La missió Apollo 11 dels Estats Units va realitzar el primer aterratge lunar tripulat a la Lluna el 20 de juliol del 1969.

## Procés
El primer problema en un aterratge lunar és l'alta velocitat necessària perquè una nau espacial pugui escapar de la gravetat de la Terra. Els únics mitjans desenvolupats fins ara per a aconseguir aquest resultat són els coets, que proporcionen un gran impuls inicial que permet que la seva càrrega continuï deplaçant-se aprofitant la pròpia inèrcia generada; és per aquest motiu que cal una velocitat d'escapament. A diferència d'altres vehicles aeris, com ara els aeròstats o els avions de reacció, un coet pot perllongar la seva acceleració fins a l'atmosfera superior i al buit espacial, fora de l'atmosfera terrestre.
Un cop la Terra queda enrere, l'aterratge a la Lluna requereix una nau espacial capaç de reduir la velocitat i annul·lar o superar la gravetat lunar, per aconseguir frenar-ne el descens. En el cas d'un recorregut Terra-Lluna, s'arriba al nostre satèl·lit a la velocitat de 2.400 m/s, o sigui 8.640 km/h. Generalment aquesta velocitat s'anul·la a través de retrocoets. Si aquesta velocitat no es pot contrarestar i controlar, el vehicle espacial no arribarà a allunar amb suavitat, sinó que s'estavellarà a la seva superfície. Molts dels primers intents d'aterratge lunar russos i nord-americans van acabar amb el xoc de la sonda espacial. Alguns d'aquests objectes també es van llançar deliberadament a la superfície lunar, com en el programa Apollo: els tercers trams dels coets Saturn V es van projectar deliberadament cap a la Lluna per a registrar-ne els impactes gràcies als sismògrafs instal·lats a la superfície de la Lluna en missions anteriors. Aquests xocs van permetre analitzar amb més precisió l'estructura interna de la Lluna.

## Allunatges sense tripulació

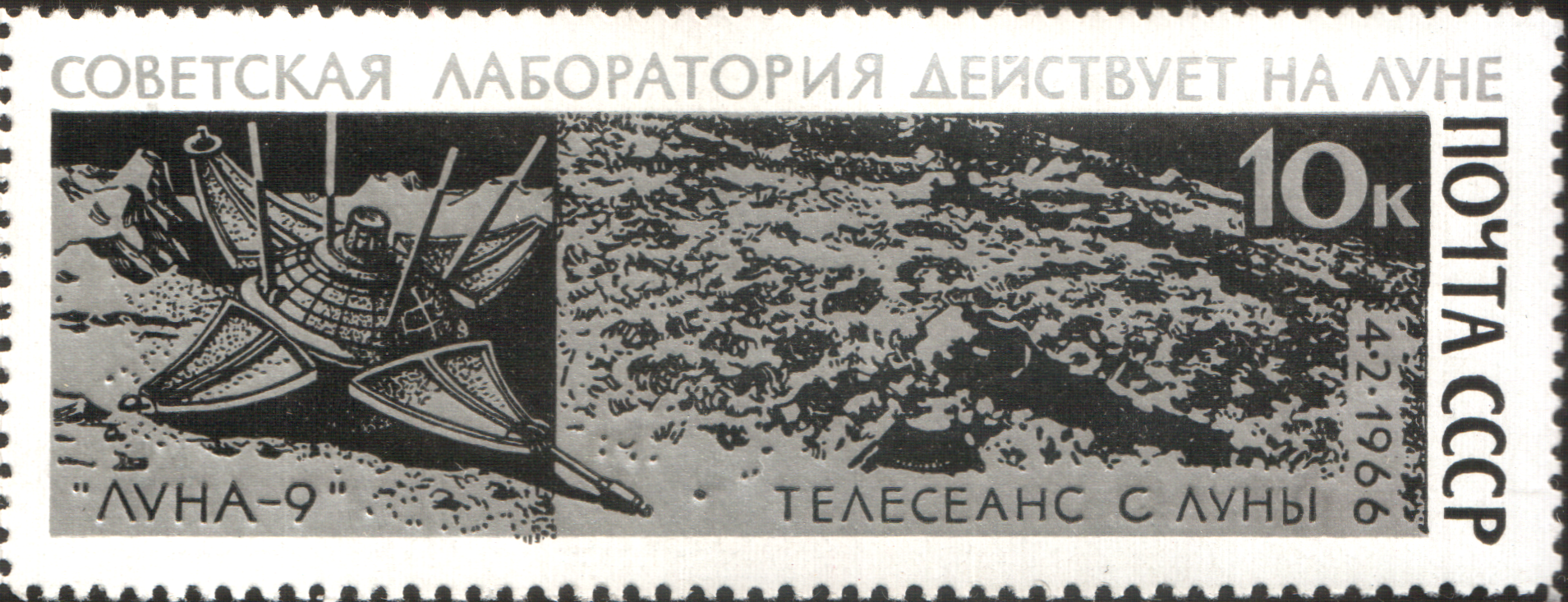
Segell amb un dibuix de la primera sonda d'allunatge suau Luna 9, al costat de la primera vista de la superfície lunar fotografiada per la sonda.

Després del fallit intent de Luna 1 d'allunar en 1959, la Unió Soviètica va realitzar el primer allunatge forçós–"forçós" significa que la nau espacial s'estavella intencionadament contra la Lluna– aquell mateix any amb la nau Luna 2, una gesta que els Estats Units va duplicar en 1962 amb la Ranger 4. Des de llavors, dotze naus espacials soviètiques i nord-americanes van utilitzar coets de frenada (retrocoets) per realitzar aterratges suaus i dur a terme operacions científiques a la superfície lunar, entre 1966 i 1976. El 1966, l'URSS va realitzar els primers allunatges suaus i va prendre les primeres fotografies de la superfície lunar durant les missions Luna 9 i Luna 13. Els EUA van seguir amb cinc allunatges suaus sense tripulació del Programa Surveyor.
El 24 de setembre de 1970, la Unió Soviètica va dur a terme la primera missió de retorn de mostres de sòl lunar sense tripulació amb la sonda Lluna 16. El van seguir Luna 20 i Luna 24 en 1972 i 1976, respectivament. Després del fracàs en el llançament en 1969 del primer Lunokhod, Luna E-8 No.201, el Luna 17 i el Luna 21 van ser missions reeixides de rover lunar sense tripulació el 1970 i 1973.
Moltes missions van fracassar en el llançament. A més, diverses missions d'aterratge sense tripulació van aconseguir la superfície lunar, però no van tenir èxit, entre elles: Luna 15, Luna 18 i Luna 23 es van estavellar en aterrar; i el Surveyor 4 nord-americà va perdre tot contacte per ràdio moments abans del seu aterratge.
Més recentment, altres nacions han estavellat naus espacials a la superfície de la Lluna a velocitats del voltant de 8.000 km/h, sovint en llocs precisos i planificats. En general, es tractava d'orbitadors lunars al final de la seva vida útil que, a causa de la degradació dels seus sistemes, ja no podien superar les pertorbacions de les concentracions de massa lunar per mantenir la seva òrbita. L'orbitador lunar japonès Hiten va impactar contra la superfície de la Lluna el 10 d'abril de 1993. L'Agència Espacial Europea va realitzar un impacte de xoc controlat amb el seu orbitador SMART-1 el 3 de setembre de 2006.
L'Organització Índia de Recerca Espacial (ISRO) va realitzar un impacte de xoc controlat amb la seva Sonda d'Impacte Lunar (MIP) el 14 de novembre de 2008. La MIP era una sonda ejectada de l'orbitador lunar indi Chandrayaan-1 i va dur a terme experiments de teledetecció durant el seu descens a la superfície lunar.
L'orbitador lunar xinès Chang'e 1 es va estavellar de forma controlada contra la superfície de la Lluna l'1 de març de 2009. La missió rover Chang'e 3 va aterrar suaument el 14 de desembre de 2013, igual que la seva successora, Chang'e 4, el 3 de gener de 2019. Tots els allunatges suaus tripulats i no tripulats havien tingut lloc a la cara propera de la Lluna, fins al 3 de gener de 2019, quan la nau espacial xinesa Chang'e 4 va realitzar el primer allunatge a la cara oculta de la Lluna.
El 22 de febrer de 2019, l'agència espacial privada israeliana SpaceIL va llançar la nau espacial Beresheet a bord d'un Falcon 9 des de Cap Canyaveral, Florida, amb la intenció d'aconseguir un aterratge suau. SpaceIL va perdre el contacte amb la nau i aquesta es va estavellar contra la superfície l'11 d'abril del 2019.
L'Organització Índia de Recerca Espacial va llançar Chandrayaan-2 el 22 de juliol de 2019 amb aterratge previst per al 6 de setembre de 2019. No obstant això, a una altitud de 2,1 km de la Lluna uns minuts abans de l'aterratge suau, el mòdul d'aterratge va perdre el contacte amb la sala de control.

## Proves empíriques històriques
Diversos conspiracionistes sostenen que els allunatges de l'Apollo van ser un engany;no obstant això, les proves empíriques estan fàcilment disponibles per demostrar que els allunatges humans van ocórrer. Qualsevol a la Terra amb un sistema làser i telescopi adequat pot fer rebotar raigs làser en tres matrius retroreflectores deixades a la Lluna per l'Apollo 11, 14 i 15, verificant el desplegament de l'Experiment Lunar Laser Ranging en llocs d'allunatge Apollo històricament documentats i provant així que els equips construïts a la Terra van ser transportats amb èxit a la superfície de la Lluna. A més, l'agost de 2009 el Lunar Reconnaissance Orbiter de la NASA va començar a enviar fotos d'alta resolució dels llocs d'allunatge Apollo. Aquestes fotos mostren les grans etapes de descens dels sis Mòduls Llunars Apollo que van quedar enrere, les empremtes dels tres Vehicles Llunars Itinerants, i els camins deixats pels dotze astronautes en caminar sobre la pols lunar. El 2016, el llavors president dels EUA president Barack Obama va reconèixer que l'arribada a la Lluna no va ser un engany i va agrair públicament als membres del programa de televisió MythBusters per demostrar-ho públicament a l'episodi 2 de la temporada 6.

## Llista d'aterratges lunars

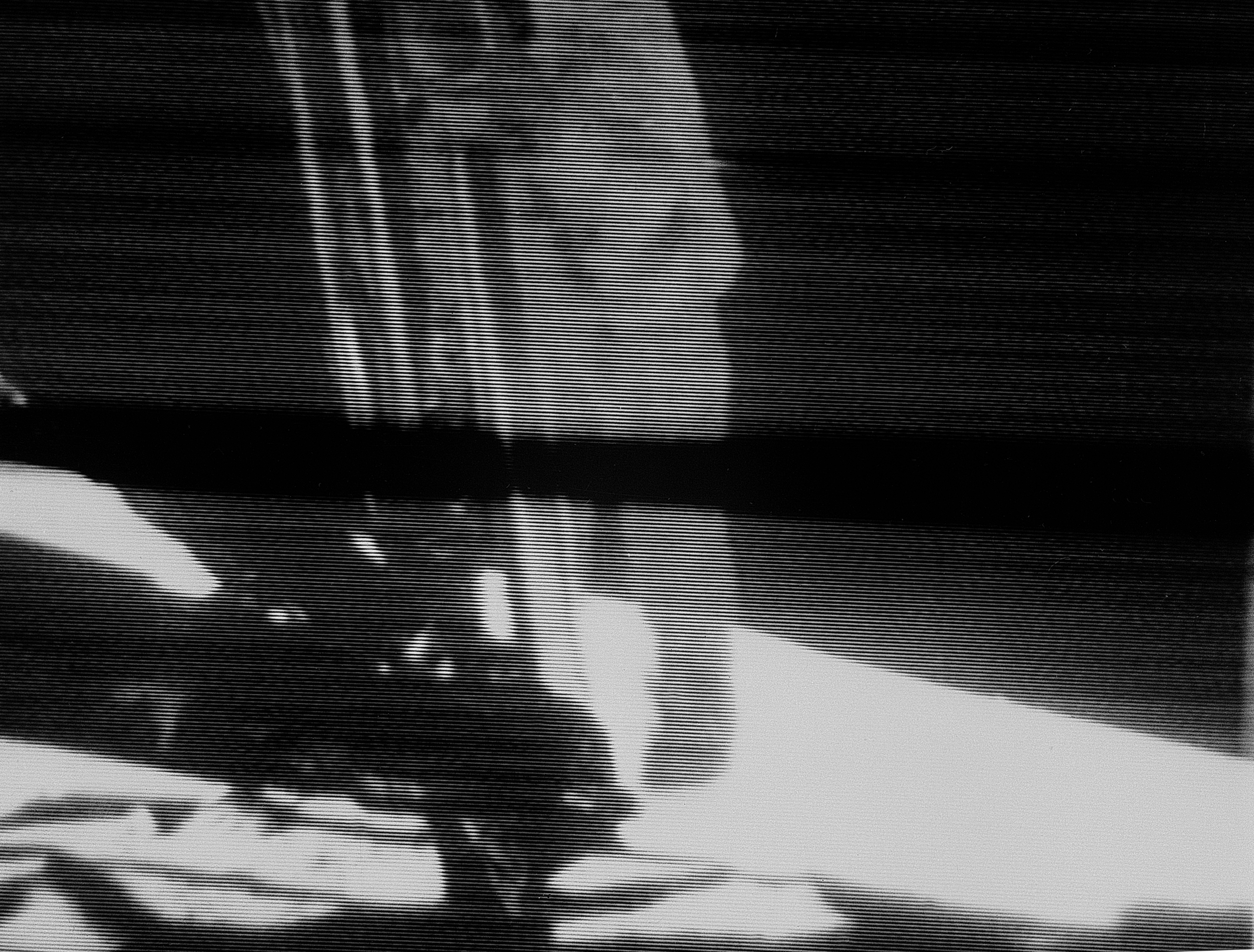
Amstrong a punt de trepitjar la Lluna per primer cop.

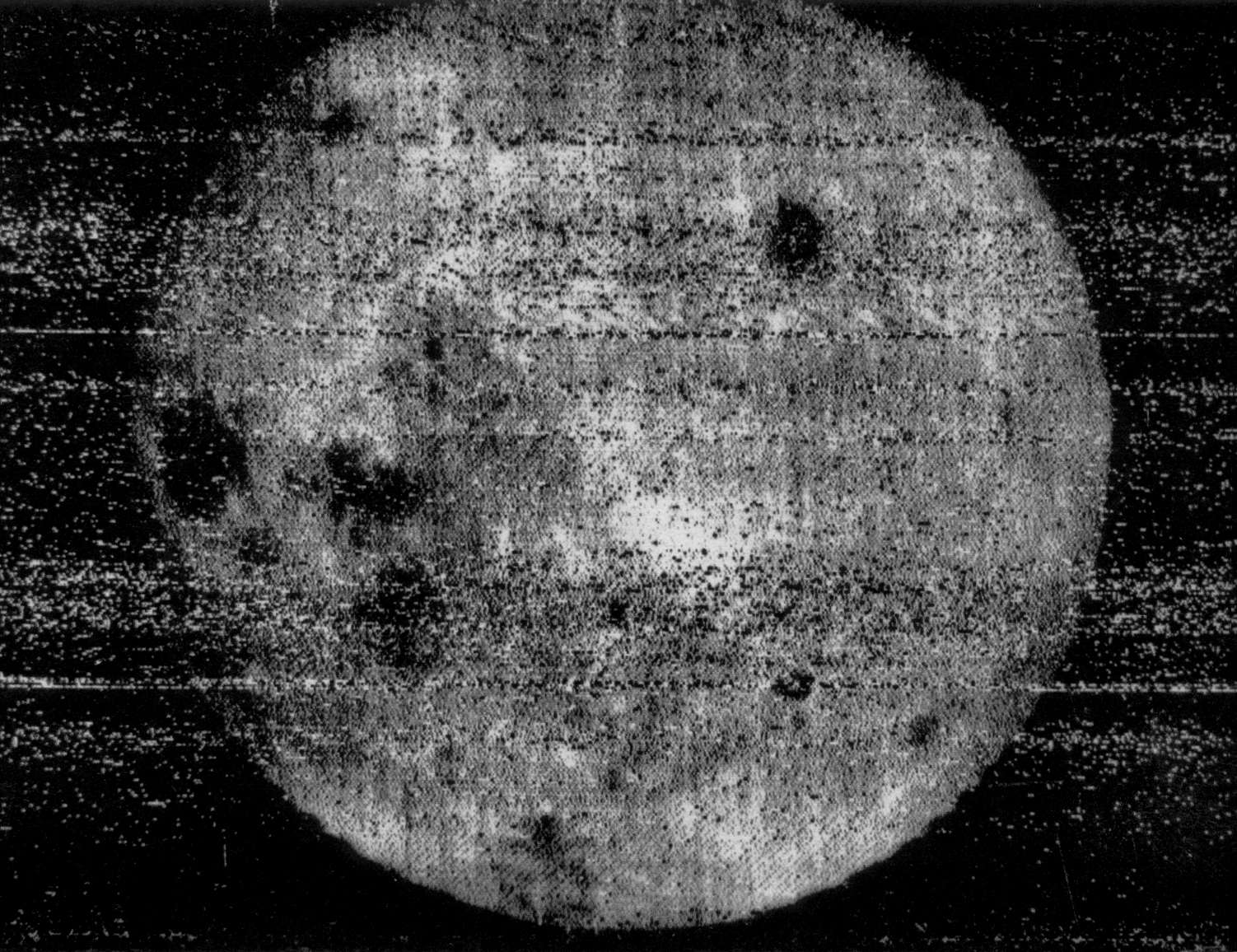
Primera instantània d'un altre cos celest presa des de l'espai, feta pel Luna 3.

Les dates d'aterratge lunar són el temps universal coordinat. A excepció dels aterratges lunars de l'Apollo, tots van ser no-tripulats.
1. 14 de setembre de 1959,  Unió Soviètica: la sonda Luna 2 s'estavella contra la Lluna.
2. 26 d'abril de 1962,  Estats Units: La sonda Ranger 4 s'estavella contra la Lluna.
3. 2 de febrer de 1964,  Estats Units: La sonda Ranger 6 s'estavella contra la Lluna.
4. 31 de juliol de 1964, Estats Units: La sonda Ranger 7 aconsegueix transmetre fotos abans d'estavellar-se contra la Lluna.
5. 20 de febrer de 1965,  Estats Units: La sonda Ranger 8 aconsegueix transmetre fotos abans d'estavellar-se contra la Lluna.
6. 24 de març del 1965,  Estats Units: La sonda Ranger 9 aconsegueix transmetre fotos abans d'estavellar-se contra la Lluna.
7. 3 de febrer de 1966,  Unió Soviètica: El Luna 9 es converteix en la primera nau en allunar "suaument" i transmetre fotos desde la superfície lunar.
8. 2 de juny de 1966,  Estats Units: Surveyor 1.
9. 23 de setembre de 1966,  Estats Units: Surveyor 2.
10. 24 de desembre de 1966,  Unió Soviètica: La sonda Luna 13 repeteix l'aterratge lunar de la Luna 9.
11. 20 d'abril de 1967,  Estats Units: Surveyor 3.
12. 20 de juliol de 1969,  Estats Units: L'Apollo 11, primer aterratge lunar tripulat de la història (Neil Armstrong i Buzz Aldrin).
13. 21 de juliol de 1969,  Unió Soviètica: La sonda Luna 15 s'estavella al Mare Crisium poques hores després de la fita de l'Apollo 11.
14. 19 de novembre de 1969,  Estats Units: L'Apollo 12 segon vol tripulat en allunar (Charles Conrad i Alan Bean).
15. 20 de setembre de 1970,  Unió Soviètica: La sonda Luna 16 aconseguir allunar i tornar després a la Terra amb mostres del sòl lunar.
16. 5 de febrer de 1971,  Estats Units: L'Apollo 14, tercer vol tripulat en allunar (Alan Shepard i Edgar Mitchell).
17. 7 d'agost de 1971,  Estats Units: L'Apollo 15, quart vol tripulat en allunar (David R. Scott i James B. Irwin).
18. 21 d'abril de 1972,  Estats Units: L'Apollo 16, cinquè vol tripulat en allunar (John W. Young i Charles M. Duke Jr).
19. 11 de desembre de 1972,  Estats Units: L'Apollo 17, sisè i últim vol tripulat en allunar (Eugene Cernan i Harrison Schmitt).
20. 18 d'agost de 1976,  Unió Soviètica: La sonda Luna 24 darrera missió russa a la Lluna, amb el retorn exitós de mostres lunars a la Terra.
21. 14 de novembre de 2008,  Índia: La sonda Moon Impact Probe, part de la nau índia Chandrayaan-1, aconsegueix allunar.
22. 14 de desembre de 2013,  Xina: El rover d'exploració Yutu, element de la sonda xinesa Chang'e 3, aconsegueix allunar.
23. 3 de gener de 2019,  Xina: La sonda Chang'e 4, aconsegueix allunar a la cara oculta de la Lluna.

## Per a més informació
- James Gleick, "Moon Fever" [revisió d'Oliver Morton, The Moon: A History of the Future; Apollo's Muse: The Moon in the Age of Photography, una exposició al Metropolitan Museum of Art, ciutat de Nova York, 3 de juliol - 22 de setembre de 2019; Douglas Brinkley, American Moonshot: John F. Kennedy and the Great Space Race; Brandon R. Brown, The Apollo Chronicles: Engineering America's First Moon Missions; Roger D. Launius, Reaching for the Moon: A Short History of the Space Race; Apollo 11, una pel·lícula documental dirigida per Todd Douglas Miller; i Michael Collins, Carrying the Fire: An Astronaut's Journeys (50th Anniversary Edition)]
- Mehta, Jatan «How to test a Moon landing from Earth» (en anglès). Nature, 08-02-2024. DOI: 10.1038/d41586-024-00352-w. PMID: 38326425.